# Hirvaslampi
Hirvaslampi är en sjö i Finland. Den ligger i kommunen Rovaniemi i landskapet Lappland, i den norra delen av landet, 700 km norr om huvudstaden Helsingfors. Hirvaslampi ligger 178,3 meter över havet. Arean är 16,9 hektar och strandlinjen är 2,04 kilometer lång. Sjön  ingår i Kemi älvs huvudavrinningsområde. 